# Сотириу, Пиерос
Пиерос Сотириу (греч. Πιέρος Σωτηρίου; род. 13 января 1993[…], Никосия) — кипрский футболист, нападающий клуба АПОЭЛ и сборной Кипра. Брат Константиноса Сотириу.

## Клубная карьера

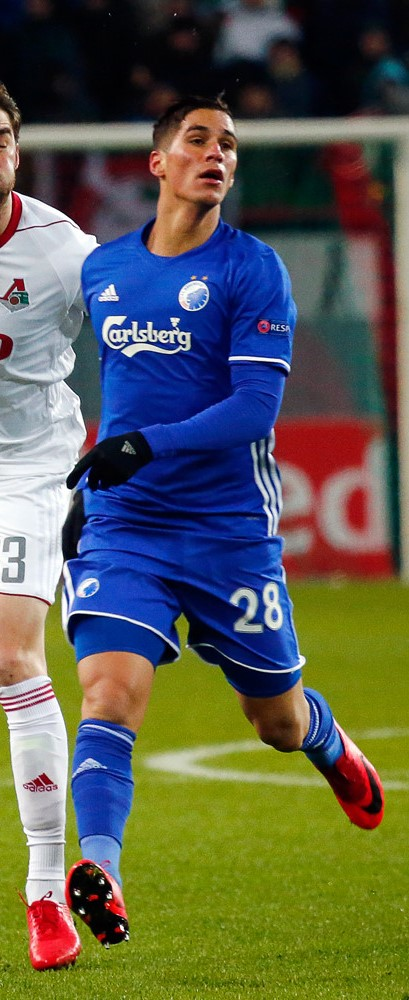
Сотириу в составе «Копенгагена»

Сотириу — воспитанник столичного клуба «Олимпиакос». 19 марта 2011 года в матче против «Доксы» он дебютировал в Первом дивизионе Кипра. 18 сентября в поединке против АПОЭЛа Пиерос забил свой первый гол за «Олимпиакос». Летом 2013 года Сотириу перешёл в АПОЭЛ. 29 августа в поединке квалификации Лиги Европы против бельгийского «Зюлте-Варегем» он дебютировал за новую команду. В своём дебютном сезоне Пиерос стал чемпионом, а также завоевал Кубок Кипра. В 2014 году в матче против «Айя Напы» Сотириу забил свой первый гол за АПОЭЛ. Пиерос ещё трижды выиграл чемпионат вместе с клубом. 8 января 2017 года в матче против «Ариса» из Лимасола Сотириу сделал хет-трик. В том же году он стал вторым бомбардиром первенства. В поединках Лиги Европы против греческого «Олимпиакоса», швейцарского «Янг Бойз» и испанского «Атлетика Бильбао» Пиерос забил три мяча.
Летом 2017 года Сотириу перешёл в датский «Копенгаген», подписав контракт на пять лет. Сумма трансфера составила 2,5 млн евро. 12 июля в поединке квалификации Лиги чемпионов против словенской «Жилины» Пиерос дебютировал за новую команду. 15 июля в матче против «Ольборга» он дебютировал в датской Суперлиге. 22 июля в поединке против «Раннерс» Сотириу сделал «дубль», забив свои первые голы за «Копенгаген». 7 декабря в заключительном матче группового этапа Лиги Европы против молдавского «Шерифа» он забил гол. По итогам сезона Сотириу стал лучшим бомбардиром команды.
В 2018 году в матчах Лиги Европы против питерского «Зенита» и французского «Бордо» он отметился забитыми мячами.
В сезоне 2020 выступал за «Астану», в феврале 2021 года перешёл в «Лудогорец».

## Международная карьера
14 ноября 2014 года в товарищеском матче против сборной Финляндии Сотириу дебютировал за сборную Кипра. 13 ноября 2016 года в отборочном матче чемпионата мира 2018 года против сборной Гибралтара Пиерос забил свой первый гол за национальную команду.

### Голы Сотириу за сборную Кипра
| #  | Дата            | Место                            | Противник            | Счёт | Результат | Соревнование                     |
| -- | --------------- | -------------------------------- | -------------------- | ---- | --------- | -------------------------------- |
| 1. | 13 ноября 2016  | ГСП, Никосия, Кипр               | Гибралтар            | 2:1  | 3:1       | Чемпионат мира 2018 квалификация |
| 2. | 9 июня 2017     | Алгарве, Фару, Португалия        | Гибралтар            | 1:2  | 1:2       | Чемпионат мира 2018 квалификация |
| 3. | 31 августа 2017 | ГСП, Никосия, Кипр               | Босния и Герцеговина | 3:2  | 3:2       | Чемпионат мира 2018 квалификация |
| 4. | 7 октября 2017  | ГСП, Никосия, Кипр               | Греции               | 1:0  | 1:2       | Чемпионат мира 2018 квалификация |
| 5. | 13 ноября 2017  | Вазген Саркисян, Ереван, Армения | Армения              | 3:2  | 3:2       | Товарищеский матч                |
| 6. | 9 сентября 2018 | ГСП, Никосия, Кипр               | Словения             | 3:2  | 3:2       | Лига наций УЕФА 2018/2019        |

## Достижения
АПОЭЛ
- Чемпион Кипра: 2013/14, 2014/15, 2015/16, 2016/17
- Обладатель Кубка Кипра: 2013/14, 2014/15

«Копенгаген»
- Чемпион Дании: 2018/19

«Астана»
- Обладатель Суперкубка Казахстана: 2020